# New London (Iowa)
New London es una ciudad ubicada en el condado de Henry en el estado estadounidense de Iowa. En el Censo de 2010 tenía una población de 1897 habitantes y una densidad poblacional de 728,07 personas por km².

## Geografía
New London se encuentra ubicada en las coordenadas 40°55′23″N 91°24′4″O / 40.92306, -91.40111. Según la Oficina del Censo de los Estados Unidos, New London tiene una superficie total de 2.61 km², de la cual 2.61 km² corresponden a tierra firme y (0%) 0 km² es agua.

## Demografía
Según el censo de 2010, había 1897 personas residiendo en New London. La densidad de población era de 728,07 hab./km². De los 1897 habitantes, New London estaba compuesto por el 96.47% blancos, el 1.69% eran afroamericanos, el 0.32% eran amerindios, el 0.42% eran asiáticos, el 0% eran isleños del Pacífico, el 0.05% eran de otras razas y el 1.05% pertenecían a dos o más razas. Del total de la población el 0.9% eran hispanos o latinos de cualquier raza.